# Люк Айкінс
Люк А́йкінс (англ. Luke Aikins; 21 листопада 1973, Корпус-Крісті, Техас) — американський каскадер, парашутист, відомий тим, що першим в історії стрибнув без парашута з висоти 7600 м (25 тис. футів) і безпечно приземлився.

## Біографія
Люк професійний парашутист у третьому поколінні, його родина заснувала свою парашутну школу. В дитинстві кумиром Люка Айкінса був офіцер ВПС США Джозеф Кіттінгер, який поставив світовий рекорд — 16 серпня 1960 року стрибнув з парашутом з висоти 31,3 тисячі метрів.

## Кар'єра
Люк почав свою кар'єру. Люк Айкінс створив свою школу, де він працює каскадером і постановником трюків в американському Голлівуді. У своїй школі Люк вчить не тільки приватних учнів, але й навчає Сили спеціальних операцій США у компанії «Para Tactics».
Люк Айкінс тренував багатьох елітних парашутистів, а також виконував каскадерські трюки у фільмі «Залізна людина 3».
Айкінс виступав у ролі консультанта в іншого відомого парашутиста Фелікса Баумгартнера, який стрибнув із парашутом з висоти 38,9 тис. м.

## Досягнення
- 18 тис. стрибків з парашутом.

## Стрибок з висоти 7600 м
Стрибок відбувся 30 липня 2016 року у пустелі на півдні Каліфорнії. Айкінс вистрибнув з легкомоторного літака над містом Сімі-Веллі. Айкінс перебував 2,5 хвилини у вільному падінні, він летів зі швидкістю падіння близько 53 метрів за секунду, і успішно приземлився на сітку площею 30х30 м (третина футбольного поля) на рівні 20-го поверху хмарочоса.
Щоб показати цей стрибок, разом з Люком стрибнули ще троє парашутистів: один з них знімав відео, інший тримав димову шашку для орієнтиру на поверхні землі, а третій мав каністру з киснем. Потім всі троє відкрили парашути і відірвалися від Айкінса.
Пряму трансляцію цього стрибка вела американська телекомпанія Fox.
Цей трюк 42-х річний спортсмен готував два роки. За його приземленням спостерігала вся його родина, крім матері.
|              | Все моє життя було присвячено повітрю, авіації, польотам ... Я сподіваюся, що це дає поштовх уяві, і що діти бачать науку, яка за всім цим стоїть |
| — Люк Айкінс | |

## Особисте життя
Має дружину та сина.